# Джайлс, Гарри
Гарри Джайлс (англ. Harry Lee Giles III; род. 22 апреля 1998, Уинстон-Сейлем, Северная Каролина) — американский профессиональный баскетболист, тяжёлый форвард и центровой.

## Профессиональная карьера

### Сакраменто Кингз (2017—2020)
22 июня 2017 года Гарри Джайлс был выбран на драфте НБА в первом раунде под общим двадцатым номером командой «Портленд Трэйл Блэйзерс» и обменян в «Сакраменто Кингз». 8 июля 2017 года Гарри Джайлс подписал контракт с «Сакраменто».

### Портленд Трэйл Блэйзерс (2020—2021)
22 ноября 2020 года Джайлс подписал контракт с командой «Портленд Трэйл Блэйзерс».

### Агуа Кальенте Клипперс (2021—2022)
27 сентября 2021 года Джайлс подписал контракт с «Лос-Анджелес Клипперс». 16 октября 2021 года игрок был отчислен.
27 октября Джайлс подписал контракт с «Агуа Кальенте Клипперс» в качестве игрока филиала. 23 января 2022 года Джайлс был отчислен «Агуа Кальенте» после травмы, из-за которой он выбыл до конца сезона.

### Бруклин Нетс (2023—2024)
8 августа 2023 года Джайлс в качестве свободного агента провели тренировку с «Голден Стэйт Уорриорз». 6 сентября он подписал контракт с «Бруклин Нетс».

## Статистика

### Статистика в НБА
| Сезон                                                                                    | Команда    | Регулярный сезон | Регулярный сезон | Регулярный сезон | Регулярный сезон | Регулярный сезон | Регулярный сезон | Регулярный сезон | Регулярный сезон | Регулярный сезон | Регулярный сезон | Регулярный сезон | Серия плей-офф | Серия плей-офф | Серия плей-офф | Серия плей-офф | Серия плей-офф | Серия плей-офф | Серия плей-офф | Серия плей-офф | Серия плей-офф | Серия плей-офф | Серия плей-офф |
| Сезон                                                                                    | Команда    | GP               | GS               | MPG              | FG%              | 3P%              | FT%              | RPG              | APG              | SPG              | BPG              | PPG              | GP             | GS             | MPG            | FG%            | 3P%            | FT%            | RPG            | APG            | SPG            | BPG            | PPG            |
| ---------------------------------------------------------------------------------------- | ---------- | ---------------- | ---------------- | ---------------- | ---------------- | ---------------- | ---------------- | ---------------- | ---------------- | ---------------- | ---------------- | ---------------- | -------------- | -------------- | -------------- | -------------- | -------------- | -------------- | -------------- | -------------- | -------------- | -------------- | -------------- |
| 2018/19                                                                                  | Сакраменто | 58               | 0                | 14,1             | 50,3             | 0,0              | 63,7             | 3,8              | 1,5              | 0,5              | 0,4              | 7,0              | Не участвовал  | Не участвовал  | Не участвовал  | Не участвовал  | Не участвовал  | Не участвовал  | Не участвовал  | Не участвовал  | Не участвовал  | Не участвовал  | Не участвовал  |
| 2019/20                                                                                  | Сакраменто | 46               | 17               | 14,5             | 55,4             | 0,0              | 77,6             | 4,1              | 1,3              | 0,5              | 0,4              | 6,9              | Не участвовал  | Не участвовал  | Не участвовал  | Не участвовал  | Не участвовал  | Не участвовал  | Не участвовал  | Не участвовал  | Не участвовал  | Не участвовал  | Не участвовал  |
| 2020/21                                                                                  | Портленд   | 38               | 0                | 9,2              | 43,3             | 34,8             | 59,3             | 3,5              | 0,8              | 0,2              | 0,3              | 2,8              | 1              | 0              | 3,6            | 0,0            | -              | -              | 3,0            | 0,0            | 0,0            | 0,0            | 0,0            |
| 2023/24                                                                                  | Бруклин    | 16               | 0                | 5,1              | 50,0             | 27,3             | 53,8             | 1,6              | 0,4              | 0,1              | 0,2              | 3,4              | Не участвовал  | Не участвовал  | Не участвовал  | Не участвовал  | Не участвовал  | Не участвовал  | Не участвовал  | Не участвовал  | Не участвовал  | Не участвовал  | Не участвовал  |
| 2023/24                                                                                  | Лейкерс    | 7                | 0                | 2,7              | 16,7             | 0,0              | -                | 0,6              | 0,0              | 0,1              | 0,0              | 0,3              | Не участвовал  | Не участвовал  | Не участвовал  | Не участвовал  | Не участвовал  | Не участвовал  | Не участвовал  | Не участвовал  | Не участвовал  | Не участвовал  | Не участвовал  |
|                                                                                          | Всего      | 165              | 17               | 11,7             | 50,8             | 24,4             | 66,1             | 3,5              | 1,1              | 0,4              | 0,3              | 5,4              | 1              | 0              | 3,6            | 0,0            | -              | -              | 3,0            | 0,0            | 0,0            | 0,0            | 0,0            |
| Наведите курсор мыши на аббревиатуры в заголовке таблицы, чтобы прочесть их расшифровку. |            |                  |                  |                  |                  |                  |                  |                  |                  |                  |                  |                  |                |                |                |                |                |                |                |                |                |                |                |

### Статистика в Джи-Лиге
| Сезон                                                                                    | Команда                | Регулярный сезон | Регулярный сезон | Регулярный сезон | Регулярный сезон | Регулярный сезон | Регулярный сезон | Регулярный сезон | Регулярный сезон | Регулярный сезон | Регулярный сезон | Регулярный сезон | Серия плей-офф | Серия плей-офф | Серия плей-офф | Серия плей-офф | Серия плей-офф | Серия плей-офф | Серия плей-офф | Серия плей-офф | Серия плей-офф | Серия плей-офф | Серия плей-офф |
| Сезон                                                                                    | Команда                | GP               | GS               | MPG              | FG%              | 3P%              | FT%              | RPG              | APG              | SPG              | BPG              | PPG              | GP             | GS             | MPG            | FG%            | 3P%            | FT%            | RPG            | APG            | SPG            | BPG            | PPG            |
| ---------------------------------------------------------------------------------------- | ---------------------- | ---------------- | ---------------- | ---------------- | ---------------- | ---------------- | ---------------- | ---------------- | ---------------- | ---------------- | ---------------- | ---------------- | -------------- | -------------- | -------------- | -------------- | -------------- | -------------- | -------------- | -------------- | -------------- | -------------- | -------------- |
| 2018/19                                                                                  | Стоктон Кингз          | 4                | 1                | 22,8             | 56,1             | 72,7             | 64,3             | 7,3              | 3,0              | 0,8              | 0,8              | 22,8             | Не участвовал  | Не участвовал  | Не участвовал  | Не участвовал  | Не участвовал  | Не участвовал  | Не участвовал  | Не участвовал  | Не участвовал  | Не участвовал  | Не участвовал  |
| 2021/22                                                                                  | Агуа-Кальенте Клипперс | 3                | 1                | 19,4             | 48,3             | 50,0             | 100,0            | 7,3              | 0,0              | 1,3              | 1,0              | 11,7             | Не участвовал  | Не участвовал  | Не участвовал  | Не участвовал  | Не участвовал  | Не участвовал  | Не участвовал  | Не участвовал  | Не участвовал  | Не участвовал  | Не участвовал  |
| 2023/24                                                                                  | Саут-Бей Лейкерс       | 4                | 4                | 26,6             | 46,3             | 27,3             | 100,0            | 9,8              | 3,8              | 0,5              | 0,5              | 11,8             | Не участвовал  | Не участвовал  | Не участвовал  | Не участвовал  | Не участвовал  | Не участвовал  | Не участвовал  | Не участвовал  | Не участвовал  | Не участвовал  | Не участвовал  |
|                                                                                          | Всего                  | 11               | 6                | 23,2             | 51,5             | 50,0             | 72,2             | 8,2              | 2,5              | 0,8              | 0,7              | 15,7             | Не участвовал  | Не участвовал  | Не участвовал  | Не участвовал  | Не участвовал  | Не участвовал  | Не участвовал  | Не участвовал  | Не участвовал  | Не участвовал  | Не участвовал  |
| Наведите курсор мыши на аббревиатуры в заголовке таблицы, чтобы прочесть их расшифровку. |                        |                  |                  |                  |                  |                  |                  |                  |                  |                  |                  |                  |                |                |                |                |                |                |                |                |                |                |                |

### Статистика в NCAA
| Сезон | Команда | Conf  | Class | GP | GS | MPG  | FG%  | 3P% | FT%  | RPG | APG | SPG | BPG | PPG |
| --- | ------- | ----- | ----- | -- | -- | ---- | ---- | --- | ---- | --- | --- | --- | --- | --- |
| 2016/17 | Дьюк    | ACC   | FR    | 26 | 6  | 11,5 | 57,7 | -   | 50,0 | 3,8 | 0,3 | 0,3 | 0,7 | 3,9 |
| Всего | Всего   | Всего | Всего | 26 | 6  | 11,5 | 57,7 | -   | 50,0 | 3,8 | 0,3 | 0,3 | 0,7 | 3,9 |
| Наведите курсор мыши на аббревиатуры в заголовке таблицы, чтобы прочесть их расшифровку Статистика приведена с сайта sports-reference.com |         |       |       |    |    |      |      |     |      |     |     |     |     |     |